# Белоусов, Рэм Александрович
Рэм Александрович Белоусов (28 февраля 1926, Ленинград — 5 сентября 2008, Москва) — советский и российский экономист, доктор экономических наук, профессор. Почётный профессор МИРБИС. Отец министра обороны России Андрея Белоусова.
Член коллегии министерства экономического развития России.

## Биография
Родился 28 февраля 1926 года в Ленинграде. Детство и юность провёл в гарнизоне под Новгородом. Эвакуирован в Куйбышев. Работал в автомастерских учеником слесаря, слесарем, бригадиром.
Участвовал в Великой Отечественной войне с июня по сентябрь 1944 года (стажировка авиамехаником, бортстрелком Ил-4 в действующей армии; участвовал в вылетах на Будапешт). Служил в 10 гв. ап дд.
Окончил МГИМО в 1950 году. Работал в экономическом отделе Посольства СССР в Берлине на должности эксперта, НИЭИ при Госплане СССР.
В 1953 году защитил кандидатскую диссертацию «Основы планового хозяйства в Германской Демократической Республике».
В 1960-х годах участвовал в разработке так называемой «реформы Косыгина».
В 1967 году защитил докторскую диссертацию «Общественные затраты труда и уровень оптовых цен».
С 1973 года возглавлял кафедру управления социально-экономическими процессами Академии общественных наук, ныне Российской академии государственной службы (ныне кафедра общего и социального менеджмента). Подготовил более ста докторов и несколько сотен кандидатов наук.
В 1970—1980-х годах был в длительных командировках в странах Юго-Восточной Азии в качестве советника руководства Вьетнама и Лаоса.
С 1997 года — академик общественной академии РАЕН.
Выйдя на пенсию, работал над многотомной книгой по экономической истории России XX века (Белоусов Р. А. Экономическая история России: XX век. — В 5 томах. — М.: ИздАТ, 1999—2006.), которая по мнению российских экономистов является наиболее полным трудом по экономической истории СССР. В книге проанализированы периоды НЭПа, коллективизации, индустриализации, послевоенного восстановления, «косыгинских» реформ и перестройки.
Скончался 5 сентября 2008 года в Москве на 83-м году жизни.

## Семья
- Отец — Александр Александрович Белоусов (1904—1985), гвардии генерал-майор, участник ВОВ, проживал и похоронен в Киеве[3][4].
- Супруга — Алиса Павловна Белоусова (Травникова) (1934—2015)— химик (радиохимик), кандидат химических наук, специализировалась на изучении редких элементов, преподавала в Московском государственном университете тонких химических технологий имени М. В. Ломоносова[5][6].
- Сын — Андрей Рэмович Белоусов — российский политический деятель и экономист. Министр обороны РФ с 14 мая 2024 года. Первый заместитель председателя правительства Российской Федерации (2020—2024)[7].
- Сын — Дмитрий Рэмович Белоусов — кандидат экономических наук, заведующий лабораторией Института народнохозяйственного прогнозирования РАН[8].

## Награды
- Орден Отечественной войны II степени
- Орден Дружбы народов
- Орден «Знак Почета»
- Медали СССР, России и Вьетнама, Грузии

## Сочинения
- Рост экономического потенциала, 1971.
- Основы научного управления социалистической экономикой, 1975.
- Экономическая история России: XX век.
  - Кн. 1: На рубеже двух столетий. — 1999. — 406, [1] с. : табл. — ISBN 5-86656-085-2
  - Кн. 2: Через революцию к НЭПу. — 2000. — 422 с. : табл. — ISBN 5-86656-108-5
  - Кн. 3: Тяжёлые годы роста и обновления. — 2002. — 397, [1] с. : табл. — ISBN 5-86656-132-8
  - Кн. 4: Экономика России в условиях «горячей» и «холодной» войн. — 2004. — 415 с. — ISBN 5-86656-153-0
  - Кн. 5: Драматический кризис в конце столетия. — 2006. — 463 с. : табл. — ISBN 5-86656-183-2
- Белоусов, Гапоненко, Омаров. Общий и специальный менеджмент.
- Рэм Александрович Белоусов. Война имеет разные формы
- «Новая модель государственных финансов России: перспективы и ограничения»
- «Этапы становления российской модели воспроизводства»
- «Трансформация системы государственных финансов».